# Chinamax

Größenvergleich mit anderen Maximalschiffsgrößen

Chinamax ist eine Größenangabe für Schiffe. Sie bezeichnet einen Bautyp von Massengutfrachtern mit der größten Ladekapazität, mit dem noch alle relevanten chinesischen Häfen mit Massengut/Erzverladung zu erreichen sind. Der Name leitet sich von der vorherrschenden Nutzung im Chinaverkehr ab.
Schiffe dieser Bauart sind bis zu 360 Meter lang, bis zu 65 Meter breit und haben bei einem Maximaltiefgang von 24 Metern eine Tragfähigkeit von rund 388.000 Tonnen. Ein Chinamax-Erzfrachter ist daher von den Abmessungen eine Unterart der Kategorie Very Large Ore Carrier. Anders als beispielsweise die an Schleusengrößen orientierte Saimax- oder die an Kanalgrößen orientierten Suezmax-Schiffe leitet sich die Größe des Chinamax von den Grenzen der Infrastruktur der betreffenden Häfen in China ab.
Bisher sind vom Bergbaukonzern Vale 35 Schiffe dieser Größe bei den Bauwerften DSME in Südkorea und einer chinesischen Werft bestellt worden. Abgeliefert wurde als erstes Schiff die Vale Brasil.